# La Faute de Madelon Claudet
Pour les articles homonymes, voir Claudet.
Pour plus de détails, voir Fiche technique et Distribution.
La Faute de Madelon Claudet (The Sin of Madelon Claudet) est un film américain réalisé par Edgar Selwyn, sorti en 1931.

## Synopsis
Lorsque Alice, une épouse négligée par son mari, décide de quitter Lawrence un médecin, son ami le Docteur Dulac l'arrête et lui raconte la vie d'une autre femme, la Française Madelon Claudet. Cette dernière a été persuadée par son petit ami américain, l'artiste Larry Maynard, de s'enfuir avec lui mais finalement, a dû retourner aux États-Unis car son père est malade. Une fois sur place, il la trahit et épouse une femme que ses parents approuvent. À son insu, Madelon donne naissance à un fils et comme son amant ne revient pas, son père lui fait accepter d'épouser Hubert, un fermier. Mais lorsqu'elle refuse d'abandonner son fils illégitime, Hubert et son père l'abandonnent à son sort. Elle devient alors la maîtresse d'une connaissance plus âgée, le comte Carlo Boretti, tandis que ses amis Rosalie et Victor Lebeau s'occupent de son petit garçon. Après un certain temps, Carlo lui propose de se marier et Madelon accepte. Cependant, lorsqu'ils sortent pour fêter l'événement, il est arrêté comme voleur de bijoux et parvient à se suicider mais Madelon est condamnée à dix ans de prison en tant que complice, bien qu'elle soit innocente.
Lorsqu'elle est enfin libérée en 1919, elle va voir son fils adolescent, Lawrence, qui vit maintenant dans un pensionnat d'État. Une conversation avec le médecin de l'école s'avère cruciale. Le docteur Dulac révèle que, parce que son père était un criminel, il ne peut trouver un meilleur travail ailleurs. Déterminée à ne pas devenir un tel fardeau pour son propre enfant, elle dit à son fils qu'elle est une vieille amie de sa mère et que celle-ci est morte. Madelon est déterminée à financer les études de médecine de Lawrence, mais avec la fin de la Première Guerre mondiale, des millions d'hommes sont libérés de l'armée et les emplois se font rares. Lorsqu'un homme la prend pour une prostituée, elle se lance par dépit dans cette profession. En vieillissant, elle perd sa beauté et se retrouve obligée de voler et Lawrence finit par recevoir son diplôme. Désormais vieillissante et démunie, elle décide de renoncer à sa vie et de se consacrer à la charité publique mais rend une dernière fois visite à son fils en se faisant passer pour une patiente. En sortant, elle rencontre le docteur Dulac, qui la reconnaît et persuade son ami le docteur Claudet, toujours ignorant de sa véritable identité, de subvenir à ses besoins. 
Après avoir entendu parler de l'abnégation de la femme, Alice Claudet suggère à Lawrence d'inviter Madelon à vivre avec eux.

## Fiche technique
- Titre : La Faute de Madelon Claudet
- Titre original : ''The Sin of Madelon Claudet
- Réalisation : Edgar Selwyn
- Scénario : Charles MacArthur et Ben Hecht d'après Edward Knoblock
- Production : Irving Thalberg  pour la MGM
- Photographie : Oliver T. Marsh
- Montage : Tom Held
- Costumes : Adrian
- Pays d'origine : États-Unis
- Langue : anglais
- Format : Noir et blanc - Mono
- Genre : Drame
- Durée : 75 minutes
- Date de sortie : 1931

## Distribution
- Helen Hayes : Madelon Claudet
- Lewis Stone : Carlo Boretti
- Neil Hamilton : Larry Maynard
- Cliff Edwards : Victor Lebeau
- Jean Hersholt : Dr. Dulac
- Marie Prevost : Rosalie Lebeau
- Robert Young : Dr. Lawrence Claudet
- Karen Morley : Alice Claudet
- Charles Winninger : M. Novella, Photographe
- Alan Hale : Hubert
- Halliwell Hobbes : Roget, maître d'hôtel de Boretti
- Lennox Pawle : Felix St. Jacques
- Russ Powell : Monsieur Claudet

## Distinctions
- Oscar de la meilleure actrice pour Helen Hayes